# Крамаренко Олександр Павлович
Олександр Павлович Крамаренко (нар.2 серпня 1962, Харків, УРСР) — український журналіст та редактор, головний редактор журналу Деньги.ua.

## Освіта
У 1985 році закінчив Національний технічний університет «Харківський політехнічний інститут», інженерно-фізичний факультет.

## Кар'єра
- 1985—1994 — інженер-дослідник, старший науковий співробітник харківського Інституту проблем машинобудування імені А. М. Підгорного НАН України. Кандидат технічних наук.

З 1994 року працює журналістом:
- 1994—1996 — редактор відділу Економіка харківського тижневика «Проспект»,
- 1996—2003 — редактор тижневика Бізнес
- 2003—2006 — головний редактор тижневика Профіль-Україна.
- З 2006 — головний редактор журналу Деньги.ua
- З 2017 - головний редактор журналу Корреспондент(одночасно із редагуванням журналу Деньги.ua)